# Митченко, Никита Андреевич
Никита Андреевич Митченко (1910—1941) — стрелок 4-й роты 2-го батальона 1075-го стрелкового полка 316-й стрелковой дивизии 16-й армии Западного фронта, красноармеец, Герой Советского Союза. Награждён орденом Ленина.

## Биография
Родился 3 апреля 1910 года в селе Нововладимировка Акмолинского уезда (ныне — Аршалынский район Акмолинской области Республики Казахстан) в крестьянской семье. Украинец.
После прохождения начального образования работал в колхозе. С 1935 года жил и работал в посёлке городского типа Уштобе, Каратальского района Алматинской области. В июне 1941 года был призван в Красную Армию, в октябре того же года отправлен на фронт.
16 ноября 1941 года у разъезда Дубосеково Волоколамского района Московской области Никита Митченко в составе группы истребителей танков участвовал в отражении многочисленных атак противника, было уничтожено 18 вражеских танков. Это сражение вошло в историю, как подвиг 28 героев-панфиловцев. В этом бою Никита Митченко погиб.
Указом Президиума Верховного Совета СССР «О присвоении звания Героя Советского Союза начальствующему и рядовому составу Красной Армии» от 21 июля 1942 года за «образцовое выполнение боевых заданий командования на фронте борьбы с немецкими захватчиками и проявленные при этом отвагу и геройство» удостоен посмертно звания Героя Советского Союза.

## Награды
- Герой Советского Союза (21 июля 1942) — за образцовое выполнение боевых заданий Командования на фронте борьбы с немецкими захватчиками и проявленные при этом отвагу и геройство
- Орден Ленина (21 июля 1942) — за образцовое выполнение боевых заданий Командования на фронте борьбы с немецкими захватчиками и проявленные при этом отвагу и геройство

## Память
- В 1966 году в Москве в честь панфиловцев была названа улица в районе Северное Тушино, где установлен монумент.
- В их честь в 1975 году также был сооружен мемориал в Дубосеково.
- В деревне Нелидово (1,5 км от разъезда Дубосеково), установлен памятник и открыт Музей героев-панфиловцев.
- В городе Алма-Ата, родном для панфиловцев, есть парк имени 28 гвардейцев-панфиловцев, в котором расположен монумент в их честь.
- Упоминание о 28 «самых храбрых сынах» Москвы вошло также в песню «Дорогая моя столица», ныне являющуюся гимном Москвы.
- Именем Никиты Митченко были названы судно Министерства морского флота, школа в посёлке Сары-Оба Аршалынского района, а также улицы в г. Астана и п. Аршалы.